# East Side Mario's
East Side Mario's est une chaîne canadienne de restaurants décontractés, gérée par sa société mère Recettes Illimitées. Le restaurant est spécialisé dans la cuisine italo-américaine. Les différents établissements visent à recréer l'ambiance historique que l'on trouve à l'angle de Canal Street et Mulberry Street dans le Lower Manhattan.
Elle compte plus de 85 établissements, tous situés au Canada,

## Histoire
East Side Mario's est né de la fusion de plusieurs chaînes de restaurants et a commencé comme filiale de Yesac Creative Foods (plus tard, Prime Restaurants).
En février 1980, les entrepreneurs de Sudbury, en Ontario, Nick Perpick, Ralph Roy et Gary Ceppetelli, ouvrent le premier restaurant Casey's. Le succès de ce restaurant a incité les responsables de la chaîne à créer une nouvelle chaîne. Le succès du restaurant a incité l'ouverture d'un deuxième emplacement à Elliot Lake, en Ontario. L'entreprise déménage à Burlington, en Ontario, et a introduit un quatrième partenaire. La marque Casey's a été développée par la société mère d'origine, Yesac Creative Foods. En 1982, le premier restaurant Pat & Mario's est ouvert à Whitby, en Ontario. L'objectif était d'établir une entreprise de pizza et de pâtes à emporter. L'entreprise a été couronnée de succès et la chaîne Pat and Mario's s'est étendue à la région de Toronto, ainsi qu'aux États-Unis, en Floride,.
En 2010, trois membres de la direction conservaient 18 % des parts de Prime Restaurants, les 82 % restants appartenant à Fairfax Financial Holdings Limited. En octobre 2013, Fairfax échange la propriété de la marque Prime Restaurants, en la vendant à Cara Operations avec un bon de souscription et une transaction en espèces. En octobre 2013, Fairfax achete une participation minoritaire dans Cara Operations. Cara a, à son tour, acheté et repris la dette de Prime Restaurants. Fairfax a également apporté 100 millions de dollars en warrants secondaires, déclarant une perte d'environ 50 millions de dollars dans le processus.
East Side Mario's ferme son dernier établissement aux États-Unis, à Livonia, dans le Michigan, en mai 2020.

## Franchise
Le menu propose principalement des plats de style italo-américain, avec un accent sur les pâtes ainsi que sur les entrées classiques comme la pizza et les plats à base de poulet. La décoration intérieure est inspirée des restaurants italiens new-yorkais du milieu du XXe siècle. En 2008, East Side Mario's revoit le design et le menu de sa franchise. Le nouveau menu se veut plus sain, promettant l'absence de graisses trans artificielles et l'utilisation d'ingrédients plus frais. Leurs restaurants ont reçu un nouveau look, mélangeant les styles de l'Italie du Vieux Monde et de la Petite Italie nord-américaine plus contemporaine. Le logo a également changé : une tomate rouge a remplacé la statue de la Liberté.
Dans certains lieux touristiques, tels que les aéroports et les centres de service ONroute, la chaîne exploite également de petits établissements East Side Mario's Pronto! qui proposent une version réduite du menu East Side Mario's.